# 托马斯·迪格比
托马斯·迪格比（英語：Thomas Digby，1998年7月23日—），英国男子赛艇运动员。他曾代表英国参加捷克拉奇采举行的2022年世界赛艇锦标赛，获得男子八人单桨有舵手金牌。